# Куренівський провулок
Курені́вський прову́лок — провулок у Оболонському районі міста Києва, місцевість Куренівка. Пролягає від Куренівської до Ливарської вулиці.

## Історія
Провулок виник у другій половині XIX століття під назвою Луговий. З 1955 року — Донбаський. Сучасну назву отримав у 1963 році.
Уранці 12 лютого 2025 року забудова кінцевої частини провулку та прилеглої Ливарської вулиці постраждала внаслідок ракетного обстрілу з боку РФ.
6 квітня 2025 року близько 5-ї ранку та сама ділянка зазнала ушкоджень через наслідки балістичної ракетної атаки РФ на Київ.